# SWR1 Hitparade (Baden-Württemberg)
Die SWR1 Hitparade in Baden-Württemberg ist eine jährliche Hörerhitparade des Hörfunkprogramms SWR1.

## Geschichte

### 1989: Top 1000X
In der Zeit vom 14. bis 19. August 1989 sendete SDR 3 anlässlich des zehnjährigen Jubiläums des Senders rund um die Uhr, nur von den Nachrichten und Werbung unterbrochen, die Hörerhitparade Top 1000X. Die Idee dazu hatten Stefan Siller und Thomas Schmidt, nachdem sie im Guinness-Buch der Rekorde gelesen hatten, die bislang längste Hörer-Hitparade mit 750 Titeln habe RIAS 2 im Jahre 1987 gesendet. Mit 1501 gespielten Titeln stellte die Top 1000X einen neuen Rekord auf. Die Abstimmung fand per Postkarte statt, auf der jeder Hörer zehn Stimmen abgeben konnte.
Auf den ersten zehn Plätzen lagen folgende Titel:
| Interpret          | Titel                         | Jahr | Platz |
| ------------------ | ----------------------------- | ---- | ----- |
| Led Zeppelin       | Stairway to Heaven            | 1971 | 1     |
| Pink Floyd         | Wish You Were Here            | 1975 | 2     |
| Dire Straits       | Brothers in Arms              | 1985 | 3     |
| The Rolling Stones | (I Can’t Get No) Satisfaction | 1965 | 4     |
| Queen              | We Are the Champions          | 1977 | 5     |
| The Beatles        | Yesterday                     | 1965 | 6     |
| Pink Floyd         | Another Brick in the Wall     | 1979 | 7     |
| Roxette            | The Look                      | 1989 | 8     |
| The Beatles        | Let It Be                     | 1970 | 9     |
| Deep Purple        | Smoke on the Water            | 1972 | 10    |

Die Bohemian Rhapsody von Queen, die in späteren Ausgaben auf den Plätzen 1 und 2 lag, kam 1989 auf Platz 17. Der höchstplatzierte deutschsprachige Titel war Hier kommt Alex von den Toten Hosen auf Platz 21.
Zum Finale fanden sich spontan über 10.000 Menschen im Park der Villa Berg in Stuttgart ein, um dort die letzten 20 Platzierungen zu hören, welche von den beiden Moderatoren von einer improvisierten Bühne aus abgespielt wurden. Während des letzten Titels Stairway to Heaven von Led Zeppelin flog ein echter Zeppelin über den Park, welcher von den Verantwortlichen des Senders noch kurzfristig organisiert worden war.

### 1990: Top 2000 D
Im August 1990, wenige Wochen vor der Wiedervereinigung, sendeten SDR 3 und das DDR-Jugendradio DT64 gemeinsam eine aus 2000 Titeln bestehende Hörerhitparade Top 2000 D.

### 1994 bis 2010
Nach mehrjähriger Pause folgten 1994 die Top 1000 XL in Kooperation mit Radioprogrammen verschiedener europäischer Länder und 1998 die Hitparade Start ins Wildall aus Anlass der Senderfusion von SDR und SWF zum Südwestrundfunk.
1998 lagen folgende Titel auf den ersten zehn Plätzen:
| Interpret          | Titel                 | Jahr | Platz |
| ------------------ | --------------------- | ---- | ----- |
| Die Ärzte          | Männer sind Schweine  | 1998 | 1     |
| Led Zeppelin       | Stairway to Heaven    | 1971 | 2     |
| Celine Dion        | My Heart Will Go On   | 1997 | 3     |
| Guano Apes         | Open Your Eyes        | 1997 | 4     |
| Pink Floyd         | Wish You Were Here    | 1975 | 5     |
| Metallica          | Nothing Else Matters  | 1992 | 6     |
| Guildo Horn        | Guildo hat euch lieb! | 1998 | 7     |
| Van Halen          | Jump                  | 1984 | 8     |
| Herbert Grönemeyer | Männer                | 1984 | 9     |
| Madonna            | Frozen                | 1998 | 10    |

Es folgten drei Hitparaden ohne Hörerabstimmung:

- 1999: Top 1000 – die gerechnete Jahrhundert-Hitparade (aus Charts berechnet)
- 2001: Top Seventies – 450 Titel, aus Charts der 1970er Jahre berechnet[8]
- 2002: 50 Jahre, 50 Stunden, 500 Hits – aus den am häufigsten im Radio gespielten Hits berechnet[9]

2003 wurde die Hitparade nicht mehr in SWR3, sondern erstmals in SWR1 gesendet und wieder als Ergebnis der Hörerabstimmung berechnet, wobei die 500 Titel mit den meisten Stimmen gespielt wurden. 2004 wurden die Stimmen getrennt nach Männern und Frauen (unter den abstimmenden Hörern) ausgewertet, 2005 getrennt nach Hörerstimmen aus Baden und Württemberg. 2006 folgte die Interpreten-Hitparade, bei der jeder Interpret nur mit dem meistgewählten Titel gespielt wurde, die Rangfolge errechnete sich aus der Gesamtstimmzahl aller Titel des Interpreten.
Seit 2007 wird die Hitparade ohne solche besonderen Auswertungen ermittelt. Nach bis dahin wechselnden Namen wird seit 2010 der Name SWR1 Hitparade verwendet. Die Länge der Hitparade und die Zahl der Titel variierte aber noch von Jahr zu Jahr. 2007 wurden 700 Titel gespielt, 2008 waren es 1000 Titel, 2009 1111 Titel und 2010 808 Titel. Seit 2011 wird die Länge der Hitparade wie nachfolgend beschrieben jedes Jahr neu errechnet: Je nach Länge der gewählten Lieder wird bestimmt, wie viele Titel in den rund 112 Stunden von Montag 5:00 bis Freitag ca. 21 Uhr gespielt werden können. Diese Zahl schwankte bisher im Bereich zwischen 1125 Titeln (2015) und 1030 Titeln (2018).

## Seit 2011

### Ablauf
Seit 2011 folgt die SWR1 Hitparade für Baden-Württemberg folgenden Ablauf: Die Abstimmung findet Anfang/Mitte Oktober hauptsächlich über die Internetseite des SWR statt. Daneben ist aber auch an einzelnen Tagen eine Stimmabgabe per Telefon möglich. Auf der Internetseite werden mehrere Tausend Titel vorgeschlagen, es können über die freie Eingabe auch andere Titel gewählt werden. Die Hitparade wird Ende Oktober gesendet, 4½ Tage rund um die Uhr von Montag 5 Uhr bis Freitag abend (unterbrochen von Nachrichten, Werbung sowie der dreiminütigen morgendlichen Kurzpredigt Anstöße), dabei werden etwas über 1000 Titel gespielt (es wird aber nach Ende der Sendung eine Liste der Top 2000 veröffentlicht). Es gibt 8 Moderatoren, die in Zweierteams jeweils 5 Stunden lang moderieren (bis 2020 nur 3 Teams in 6-Stunden-Schichten). Seit 2021 ist ein Team mit einem zum Radiostudio umgebauten Bus im Sendegebiet unterwegs und sendet die Mittagsschicht jeden Tag aus einer anderen Stadt. Das Finale wird live von der Finalparty aus der Hanns-Martin-Schleyer-Halle gesendet und von allen Moderatoren gemeinsam moderiert.
Während es bis 2012 eine wechselnde Zahl gleichgewichteter Stimmen gab (seit 2007 fünf Stimmen), wurde 2013 der Abstimmungsmodus geändert. Seither hat jeder Hörer 5 Stimmen mit unterschiedlichem Gewicht. Der erste gewählte Titel erhält 5 Punkte, der zweite 4 Punkte, der dritte 3 Punkte, der vierte 2 Punkte und der fünfte einen Punkt. In den Jahren 2017 bis 2019 wurde die Hitparade nicht aus dem Funkhaus am Neckartor, sondern vom Stuttgarter Fernsehturm aus gesendet.
Teilweise werden die Titel nicht exakt in der Reihenfolge ihrer Platzierung gespielt, sondern überlange Titel werden zu einem Zeitpunkt voraus oder hinterher gespielt, so dass die Nachrichten immer zur vollen Stunde laufen können. Mit 25 Minuten und 28 Sekunden ist Tubular Bells Part 1 von Mike Oldfield aus dem Jahre 1973 der längste Titel, der sich regelmäßig in der Hitparade platzieren kann.

### Statistik 2011–2019

#### Bestplatzierte Titel 2011–2019
Die folgenden Titel kamen mindestens einmal unter die Top 5 oder mindestens siebenmal unter die Top 20:
| Interpret         | Titel                      | Jahr | 20 11 | 20 12 | 20 13 | 20 14 | 20 15 | 20 16 | 20 17 | 20 18 | 20 19 | Pun kte | ø     |
| ----------------- | -------------------------- | ---- | ----- | ----- | ----- | ----- | ----- | ----- | ----- | ----- | ----- | ------- | ----- |
| Led Zeppelin      | Stairway to Heaven         | 1971 | 1     | 1     | 2     | 1     | 1     | 1     | 1     | 2     | 2     | 42      | 1,3   |
| Queen             | Bohemian Rhapsody          | 1975 | 2     | 2     | 1     | 2     | 2     | 2     | 2     | 1     | 1     | 39      | 1,7   |
| Deep Purple       | Child in Time              | 1970 | 3     | 3     | 3     | 3     | 3     | 3     | 3     | 3     | 3     | 27      | 3,0   |
| Dire Straits      | Brothers in Arms           | 1985 | 4     | 5     | 5     | 5     | 5     | 5     | 5     | 6     | 6     | 8       | 5,1   |
| Disturbed         | The Sound of Silence       | 2015 | nv    | nv    | nv    | nv    | nv    | 8     | 4     | 4     | 4     | 6       |       |
| Die Toten Hosen   | Tage wie diese             | 2012 | nv    | 4     | 4     | 7     | 7     | 10    | 10    | 12    | 14    | 4       |       |
| Pink Floyd        | Wish You Were Here         | 1975 | 5     | 7     | 7     | 6     | 6     | 4     | 6     | 8     | 8     | 3       | 6,3   |
| Äffle und Pferdle | Hafer- und Bananenblues    | 1976 | 276   | 103   | 67    | 27    | 14    | 9     | 8     | 5     | 5     | 2       | 57,1  |
| Die Ärzte         | Schrei nach Liebe          | 1993 | 278   | 176   | 279   | 400   | 4     | 34    | 45    | 16    | 20    | 2       | 139,1 |
| Helene Fischer    | Atemlos durch die Nacht    | 2013 | nv    | nv    | nv    | 4     | 9     | 23    | 33    | 48    | 93    | 2       |       |
| Metallica         | Nothing Else Matters       | 1992 | 6     | 6     | 6     | 8     | 8     | 6     | 7     | 7     | 7     | 0       | 6,8   |
| John Miles        | Music                      | 1976 | 7     | 9     | 8     | 9     | 10    | 7     | 9     | 11    | 9     | 0       | 8,8   |
| AC/DC             | Hells Bells                | 1980 | 8     | 8     | 9     | 11    | 12    | 15    | 12    | 19    | 19    | 0       | 12,6  |
| Eagles            | Hotel California           | 1976 | 9     | 13    | 14    | 14    | 17    | 13    | 17    | 18    | 15    | 0       | 14,4  |
| City              | Am Fenster                 | 1977 | 30    | 16    | 15    | 17    | 16    | 11    | 15    | 13    | 11    | 0       | 16,0  |
| Genesis           | The Carpet Crawlers        | 1974 | 15    | 15    | 16    | 13    | 13    | 14    | 18    | 24    | 24    | 0       | 16,9  |
| Bryan Adams       | Summer of ’69              | 1984 | 11    | 12    | 11    | 12    | 18    | 19    | 19    | 32    | 22    | 0       | 17,3  |
| Pink Floyd        | Shine On You Crazy Diamond | 1975 | 20    | 19    | 18    | 18    | 15    | 12    | 16    | 21    | 26    | 0       | 18,3  |

Jahr: Erscheinungsjahr; Punkte: Punktezahl nach dem bei der Abstimmung verwendeten Muster (1. Platz 5 Punkte, 2. Platz 4 Punkte etc.); ø: Durchschnittlicher Platz (nur bei Titeln, die in allen 9 Jahren platziert waren); nv: nicht vertreten.

#### Regional bekannte Titel 2011–2019
Die folgenden Titel, die fast ausschließlich in Baden-Württemberg bekannt sind, kamen mindestens dreimal unter die Top 50:
| Interpret         | Titel                   | Jahr | 20 11 | 20 12 | 20 13 | 20 14 | 20 15 | 20 16 | 20 17 | 20 18 | 20 19 | Jah re |
| ----------------- | ----------------------- | ---- | ----- | ----- | ----- | ----- | ----- | ----- | ----- | ----- | ----- | ------ |
| Schwoißfuaß       | Oinr Isch Emmr Dr Arsch | 1981 | 44    | 35    | 46    | 43    | 39    | 37    | 28    | 36    | 33    | 9      |
| Äffle und Pferdle | Hafer- und Bananenblues | 1976 | 276   | 103   | 67    | 27    | 14    | 9     | 8     | 5     | 5     | 6      |
| Montanara-Chor    | Badnerlied              | 1998 | 271   | 89    | 82    | 53    | 38    | 24    | 23    | 20    | 13    | 5      |
| Füenf             | Mir im Süden            | 2003 | 1138  | 521   | 77    | 118   | 11    | 16    | 13    | 9     | 10    | 5      |
| Wendrsonn         | Da ben i dahoim         | 2006 | nv    | 1184  | 838   | 131   | 46    | 42    | 39    | 38    | 69    | 4      |

Der 2003 verstorbene schwäbische Blues-Musiker Wolle Kriwanek war zwar zwischen 2011 und 2019 nie in den Top 100, dafür aber mit vier verschiedenen Titeln in jedem Jahr in den Top 1000 vertreten (in Klammern Erscheinungsjahr und durchschnittliche Platzierung 2011–2019): Die Stroßaboh (1980 / 142,9), Ufo (1980 / 297,6), Reggae di uf (1981 / 324,3) und I fahr Daimler (Der PS-Walzer) (1981 / 458,1).

#### Interpreten 2011–2019
Die folgende Tabelle zeigt die 10 Interpreten bzw. Bands, die die größte Anzahl an Titeln unter den Top 1000 unterbringen konnten:
| Interpret          | 2011 | 2012 | 2013 | 2014 | 2015 | 2016 | 2017 | 2018 | 2019 | Durchschnitt |
| ------------------ | ---- | ---- | ---- | ---- | ---- | ---- | ---- | ---- | ---- | ------------ |
| Queen              | 26   | 24   | 27   | 25   | 25   | 25   | 23   | 23   | 22   | 24,4         |
| The Beatles        | 26   | 26   | 24   | 19   | 19   | 26   | 15   | 17   | 20   | 21,3         |
| ABBA               | 22   | 21   | 18   | 21   | 21   | 21   | 21   | 20   | 15   | 20,0         |
| The Rolling Stones | 22   | 23   | 22   | 22   | 18   | 17   | 15   | 16   | 16   | 19,0         |
| Pink Floyd         | 17   | 19   | 19   | 20   | 19   | 20   | 19   | 19   | 19   | 19,0         |
| AC/DC              | 16   | 17   | 17   | 16   | 19   | 17   | 17   | 17   | 13   | 16,6         |
| Udo Lindenberg     | 9    | 13   | 14   | 10   | 11   | 14   | 15   | 16   | 13   | 12,8         |
| Bruce Springsteen  | 10   | 10   | 11   | 13   | 12   | 13   | 11   | 13   | 12   | 11,7         |
| Deep Purple        | 10   | 13   | 15   | 11   | 12   | 12   | 10   | 10   | 11   | 11,6         |
| Herbert Grönemeyer | 13   | 12   | 10   | 11   | 13   | 8    | 8    | 8    | 10   | 10,3         |

### Statistik seit 2020

#### Bestplatzierte Titel 2020–2024
Die folgenden Titel kamen mindestens einmal unter die Top 5 oder mindestens fünfmal unter die Top 20:
| Interpret                                    | Titel                   | Jahr        | 20 | 20 21 | 20 22 | 20 23 | 20 24 | Pun kte | ø    |
| -------------------------------------------- | ----------------------- | ----------- | -- | ----- | ----- | ----- | ----- | ------- | ---- |
| Queen                                        | Bohemian Rhapsody       | 1975        | 1  | 1     | 1     | 1     | 1     | 25      | 1,0  |
| Led Zeppelin                                 | Stairway to Heaven      | 1971        | 2  | 2     | 2     | 2     | 2     | 20      | 2,0  |
| Deep Purple                                  | Child in Time           | 1970        | 3  | 3     | 3     | 3     | 3     | 15      | 3,0  |
| Disturbed                                    | The Sound of Silence    | 2015        | 4  | 4     | 4     | 4     | 4     | 10      | 4,0  |
| Äffle & Pferdle                              | Hafer- und Bananenblues | 1976        | 5  | 6     | 5     | 5     | 7     | 3       | 5,6  |
| Metallica                                    | Nothing Else Matters    | 1992        | 7  | 5     | 6     | 8     | 8     | 1       | 6,8  |
| Reinhard Mey                                 | Das Narrenschiff        | 1998        | 14 | 12    | 8     | 7     | 5     | 1       | 9,2  |
| Dire Straits                                 | Brothers in Arms        | 1985        | 6  | 7     | 7     | 10    | 9     | 0       | 7,8  |
| John Miles                                   | Music                   | 1976        | 10 | 11    | 9     | 9     | 11    | 0       | 10,0 |
| City                                         | Am Fenster              | 1977        | 9  | 8     | 12    | 12    | 12    | 0       | 10,6 |
| Journey                                      | Don’t Stop Believin’    | 1981        | 13 | 17    | 10    | 11    | 6     | 0       | 11,4 |
| Pink Floyd                                   | Wish You Were Here      | 1975        | 8  | 10    | 11    | 14    | 17    | 0       | 12,0 |
| Montanara-Chor / Badischer Bürgermeisterchor | Badnerlied              | 1998 / 2002 | 15 | 15    | 14    | 16    | 15    | 0       | 15,0 |
| Iron Maiden                                  | Fear of the dark (live) | 1993        | 16 | 19    | 18    | 17    | 16    | 0       | 17,2 |

Jahr: Erscheinungsjahr; Punkte: Punktezahl nach dem bei der Abstimmung verwendeten Muster (1. Platz 5 Punkte, 2. Platz 4 Punkte etc.); ø: Durchschnittlicher Platz (nur bei Titeln, die in 
allen 5 Jahren platziert waren); nv: nicht vertreten.
Eine für die Hitparade 2024 vom SWR veröffentlichte Auswertung zeigt, dass für Bohemian Rhapsody, The Sound Of Silence und Music eher von Frauen abgestimmt wurde, für Stairway To Heaven, Child In Time und Brothers In Arms eher von Männern.

#### Regional bekannte Titel 2020–2024
Die folgenden Titel, die fast ausschließlich in Baden-Württemberg bekannt sind, kamen mindestens dreimal unter die Top 50:
| Interpret                                   | Titel                                   | Jahr        | 20 | 20 21 | 20 22 | 20 23 | 20 24 | Jah re |
| ------------------------------------------- | --------------------------------------- | ----------- | -- | ----- | ----- | ----- | ----- | ------ |
| Äffle und Pferdle                           | Hafer- und Bananenblues                 | 1976        | 5  | 6     | 5     | 5     | 7     | 5      |
| Montanara-Chor, Badischer Bürgermeisterchor | Badnerlied                              | 1998 / 2002 | 15 | 15    | 14    | 16    | 15    | 5      |
| Füenf                                       | Mir im Süden                            | 2003        | 12 | 13    | 15    | 13    | 23    | 5      |
| Schwoißfuaß                                 | Oinr Isch Emmr Dr Arsch                 | 1981        | 24 | 26    | 22    | 20    | 19    | 5      |
| Gotthilf Fischer und seine Chöre            | Der reichste Fürst (Württemberger Lied) | 2014        | 42 | 32    | 29    | 28    | 26    | 5      |

Der 2003 verstorbene schwäbische Blues-Musiker Wolle Kriwanek war zwischen 2020 und 2024 siebenmal in den Top 100 (Die Stroßaboh 2020: Platz 64, 2022: Platz 93, 2023: Platz 94, 2024: Platz 94 und Stuttgart kommt! 2022: Platz 81, 2023: Platz 62, 2024: Platz 46). Fünf verschiedene Titel sind in jedem Jahr in den Top 1000 vertreten (in Klammern Erscheinungsjahr und durchschnittliche Platzierung 2020–2024): Die Stroßaboh (1980 / 92,0), Ufo (1980 / 227,8), Reggae di uf (1981 / 236,2), Stuttgart kommt! (1996 / 244,2) und I fahr Daimler (Der PS-Walzer) (1981 / 370,6).

#### Interpreten 2020–2024
Die folgende Tabelle zeigt die 10 Interpreten bzw. Bands, die die größte Anzahl an Titeln unter den Top 1000 unterbringen konnten:
| Interpret          | 2020 | 2021 | 2022 | 2023 | 2024 | Durchschnitt |
| ------------------ | ---- | ---- | ---- | ---- | ---- | ------------ |
| Queen              | 26   | 20   | 28   | 25   | 24   | 24,6         |
| ABBA               | 14   | 16   | 21   | 21   | 21   | 18,6         |
| Pink Floyd         | 18   | 19   | 16   | 16   | 17   | 17,2         |
| AC/DC              | 17   | 17   | 16   | 16   | 17   | 16,6         |
| The Rolling Stones | 15   | 16   | 15   | 17   | 13   | 15,2         |
| Die Toten Hosen    | 15   | 13   | 15   | 13   | 14   | 14,0         |
| The Beatles        | 15   | 17   | 15   | 11   | 10   | 13,6         |
| Udo Lindenberg     | 15   | 13   | 12   | 12   | 12   | 12,8         |
| Reinhard Mey       | 11   | 13   | 13   | 12   | 12   | 12,2         |
| Bruce Springsteen  | 10   | 10   | 13   | 12   | 12   | 11,4         |

## Moderatoren
Nach den für die Jahre 1989 bis 1998 und seit 2004 vorliegenden Angaben haben die folgenden Personen mindestens in 4 Jahren die Hitparaden moderiert:
- Matthias Holtmann: 1990, 1994, 1998, 2005, 2007–2012
- Stefan Orner: 2015–2020
- Janet Pollok: 2005, 2013–2020
- Michel Ries: 2008–2012
- Barbara Scherrer:  2004–2005, 2008–2014
- Thomas Schmidt: 1989–1990, 1994, 1998, 2004–2017
- Stefan Siller: 1989–1990, 1994, 2010

- Stefanie Anhalt: seit 2004
- Ingo Lege: seit 2021
- Annett Lorisz: seit 2018
- Patrick Neelmeier: 1998, 2004–2009, seit 2011
- Jochen Stöckle: 2013, seit 2015
- Matthias Sziedat: seit 2021
- Corvin Tondera-Klein: seit 2021

## Finalparty
Ort der Finalparty waren 1989 der Park der Villa Berg, 1990 der Cannstatter Wasen und Dresden, 1994 das Reitstadion im Cannstatter Wasen und 1998 der Baden-Airpark bei Rastatt. 2008–2009 fand das Finale im Gustav-Siegle-Haus mit etwa 600 Besuchern statt, wo beide Male die SWR1 Band auftrat.
Seit 2010 findet die Finalparty in der Hanns-Martin-Schleyer-Halle statt. Dabei werden die 10 höchstplatzierten Titel live von den Moderatoren in der Halle anmoderiert und abgespielt. Es wird dazu jeweils ein Musikvideo auf der Großleinwand gezeigt. Dies muss nicht immer das offizielle Musikvideo sein, bei machen Liedern werden vom SWR eigens erstellte Videos gezeigt. Nach dem Ausspielen aller platzierten Titel treten üblicherweise Musiker oder Bands aus dem Musikspektrum von SWR1 live auf. Die Veranstaltung wird von der SWR1 Band begleitet, welche vor und nach den Auftritten der Stargäste mit Coversongs für Stimmung sorgt. 
Bands und Musiker bei der Finalparty seit 2010:
- 2010: Alphaville, SWR1 Band zusammen mit Bernd Kohlhepp, Sydney Youngblood und Stefan Gwildis
- 2011: Ken Hensley mit SWR1 Band
- 2012: Kim Wilde mit SWR1 Band
- 2013: Saga
- 2014: Status Quo
- 2015: Manfred Mann’s Earth Band
- 2016: Nazareth, Chris de Burgh
- 2017: Füenf, Orchestral Manoeuvres in the Dark, Level 42
- 2018: John Miles, BAP[21]
- 2019: Holly Johnson, Tony Hadley, Ian Paice Alle begleitet von der SWR1 Band, Percussion-Ensembles Die Schlagzeugmafia[22]
- 2020: keine Finalparty wegen Corona. Anstatt dessen wurden Videos der Auftritte der letzten Jahre gezeigt.[23]
- 2021: keine physische Finalparty wegen Corona, digitale Finalparty aus dem Funkhaus[24]
- 2022: Dr. Alban (Im Rahmen einer SWR1 Pop&Poesie Aufführung)[25]
- 2023: Peter Schilling, Alex Köberlein mit Band, Beth Hart
- 2024: Dieter Thomas Kuhn, Doro Pesch, SWR Big Band

Die Bands und Musiker bei der Finalparty wurden bis 2019 bereits im Voraus angekündigt. Seitdem werden die Künstler vorher nicht mehr öffentlich bekannt gegeben. Eine Ausnahme stellte die Finalparty 2018 dar. Dabei war BAP zwar bereits im Voraus bekannt, John Miles jedoch trat als Überraschungsgast auf und sang während des Finalcountdowns seinen auf Platz 11 platzierten Hit Music live.

## Podcast
Im Jahr 2023 erschien der Hitparaden-Podcast 5 Tage wach - Die kultigste Radio-Hitparade Deutschlands. Dieser ermöglichte es erstmals die Hitparade in der ARD Mediathek komplett nachzuhören. Die mehrere Stunden langen Folgen sind ein eins zu eins Mitschnitt der Hitparade aus dem lediglich Werbepausen und Nachrichten entfernt wurden. Zuvor gab es lediglich vom Sender veröffentlichte Hitparadenplaylists mit allen gespielten Titeln, die jedoch keinerlei Zwischenmoderationen enthielten. 
Der Podcast wird von Cora Klausnitzer präsentiert, diese spricht manchmal ein kurzes Vorwort, bevor der Mitschnitt folgt. 
Neben den Hitparadenmitschnitten gibt es unregelmäßig erscheinende weitere Folgen (im Vor- oder Nachgang der Hitparade), in denen Klausnitzer mit den Hitparadenmoderatoren spricht und Zusatzinfos gibt. In manchen Folgen werden in der Hitparade präsente Musikgenres gesondert betrachtet, aber auch Lieder zur Abstimmung vorgeschlagen.

## Trivia
- Die Hintergrundmusik des Jingles heißt „Rocking affairs“ und wurde 1985 von der Gruppe The new symphonics veröffentlicht; Komponist ist Harry Winkler (* 1947), der zuvor Gitarrist in der Band von Max Greger gewesen war. Derselbe Titel war bereits von 1986 bis 1989 Jingle des ZDF-Wunschfilms.
- Ein manchmal zur Ankündigung von Titeln, die stark aus dem Rahmen der Musikfarbe von SWR1 herausfallen (z. B. von Schlagern), verwendeter Jingle ist die aus der deutschen Synchronfassung des Films Die nackte Kanone 2½ stammende Version von Ding Dong, die Hex ist tot!.
- Nicht alle Songs werden digital abgespielt, manche besonderen Platzierungen werden noch direkt von Schallplatte gespielt.
- Das bei der Finalparty häufig gezeigte Video zum Titel Child in Time ist ein Zusammenschnitt von Szenen aus dem Stummfilm Verflixte Gastfreundschaft und dem bekannten Video vom Deep-Purple-Auftritt in der britischen TV Show Doing Their Thing aus dem Jahr 1970.[28]

## Hitparädle 2020
Im Zuge der COVID-19-Pandemie wurde, auch aufgrund von Anregungen durch die Hörer, zwischen dem 23. März und dem 10. April 2020 eine Serie von insgesamt 9 Mini-Hitparaden gesendet, die jeweils ein bestimmtes Motto hatten.
| Datum der Ausstrahlung | Motto                       | Moderatoren                            | Liste TOP-200 |
| ---------------------- | --------------------------- | -------------------------------------- | ------------- |
| 23. März 2020          | Die 80er                    | Jochen Stöckle                         |               |
| 26. März 2020          | Hits aus Deutschland        | Jochen Stöckle                         |               |
| 28. März 2020          | Die Oldies (alles bis 1969) | Jochen Stöckle                         |               |
| 30. März 2020          | Film- und Serienhits        | Matthias Sziedat Patrick Neelmeier     |               |
| 1. April 2020          | Die 90er                    | Patrick Neelmeier Corvin Tondera-Klein |               |
| 3. April 2020          | Hits von Frauen             | Patrick Neelmeier Corvin Tondera-Klein |               |
| 6. April 2020          | ohne Deutsch und Englisch   | Patrick Neelmeier Jochen Stöckle       |               |
| 8. April 2020          | Die 70er                    | Patrick Neelmeier Corvin Tondera-Klein |               |
| 10. April 2020         | Balladen                    | Patrick Neelmeier Corvin Tondera-Klein |               |

Der gewählte Titel Hitparädle, die schwäbische Verniedlichungsform von Hitparade, symbolisiert hierbei, dass es sich um die „kleine Schwester“ der SWR1 Hitparade handelt. Wie bei der „regulären“ Hitparade konnten die Hörer über die Internetseite des SWR abstimmen und für jede Ausgabe bis zu fünf Titel nominieren, die aber dem Motto der jeweiligen Ausgabe entsprechen mussten. Die bestplatzierten ca. 40 Titel wurden dann auf dem Sendeplatz von SWR1 – Der Abend von 20 bis 24 Uhr ausgespielt, wobei die Anzahl der ausgespielten Titel von Ausgabe zu Ausgabe stark variierte. Die TOP-200 wurden nach der Sendung als PDF-Dokument auf der SWR Internetseite (s. o.) sowie als Playlist auf Spotify veröffentlicht. Ab Folge 4 war jeweils Patrick Neelmeier aus dem Home-Office in Hamburg zugeschaltet, während ein zweiter Moderator im Sendestudio in Stuttgart saß.

## Hitparädle 2025
Im Zuge der Musikclubs wurden zwischen dem 13. April 2025 und 19. April 2025 täglich Hitparädle des jeweiligen Musikclubs gesendet.
| Datum der Ausstrahlung | Motto                                    | Moderatoren          |
| ---------------------- | ---------------------------------------- | -------------------- |
| 13. April 2025         | Musik Klub - Soul: Das Hitparädle        | Barbara Scherrer     |
| 14. April 2025         | Musik Klub - 80s: Das Hitparädle         | Anett Lorisz         |
| 15. April 2025         | Musik Klub - Deutschland: Das Hitparädle | Jochen Stöckle       |
| 16. April 2025         | Musik Klub - Country: Das Hitparädle     | Torsten Helber       |
| 17. April 2025         | Musik Klub - Goldies: Das Hitparädle     | Barbara Scherrer     |
| 18. April 2025         | Musik Klub - Rock: Das Hitparädle        | Anett Lorisz         |
| 19. April 2025         | SWR 1 Disco - Das Hitparädle             | Corvin Tondera Klein |

## Ableger in Rheinland-Pfalz
Seit 2006 sendet SWR1 Rheinland-Pfalz ebenfalls eine Hörerhitparade gleichen Namens, die jedoch jährlich im September läuft.
→ Hauptartikel: SWR1 Hitparade (Rheinland-Pfalz)